# Marlette (Míchigan)
Marlette es una ciudad ubicada en el condado de Sanilac en el estado estadounidense de Míchigan. En el Censo de 2010 tenía una población de 1875 habitantes y una densidad poblacional de 440,35 personas por km².

## Geografía
Marlette se encuentra ubicada en las coordenadas 43°19′38″N 83°4′50″O / 43.32722, -83.08056. Según la Oficina del Censo de los Estados Unidos, Marlette tiene una superficie total de 4.26 km², de la cual 4.25 km² corresponden a tierra firme y (0.18%) 0.01 km² es agua.

## Demografía
Según el censo de 2010, había 1875 personas residiendo en Marlette. La densidad de población era de 440,35 hab./km². De los 1875 habitantes, Marlette estaba compuesto por el 95.95% blancos, el 0.27% eran afroamericanos, el 0.59% eran amerindios, el 0.69% eran asiáticos, el 0% eran isleños del Pacífico, el 0.37% eran de otras razas y el 2.13% pertenecían a dos o más razas. Del total de la población el 3.41% eran hispanos o latinos de cualquier raza.